# Gojko Kačar
Gojko Kačar (n. 26 ianuarie 1987, Novi Sad, RS Serbia, RSF Iugoslavia) este un fotbalist sârb.

## Statistici
| Serbia | Serbia  | Serbia |
| An     | Meciuri | Goluri |
| ------ | ------- | ------ |
| 2007   | 1       | 0      |
| 2008   | 4       | 0      |
| 2009   | 7       | 0      |
| 2010   | 7       | 0      |
| 2011   | 2       | 0      |
| 2012   | 1       | 0      |
| Total  | 22      | 0      |